# 滨河街道 (通辽市)
滨河街道，是中华人民共和国内蒙古自治区通辽市科尔沁区下辖的一个乡镇级行政单位。

## 行政区划
滨河街道下辖以下地区：
皇苑水乡社区、闫家村社区、三合村社区、杜家一村社区、杜家二村社区、兴隆村社区、韩家村社区、金地家园社区、富康家园社区和碧桂园社区。